# Thliptoceras althealis
Thliptoceras althealis är en fjärilsart som beskrevs av Walker 1859. Thliptoceras althealis ingår i släktet Thliptoceras och familjen Crambidae. Inga underarter finns listade i Catalogue of Life.